# Antonio Sánchez Barranco
Antonio Sánchez Barranco   (Torrelles de Llobregat) és un percussionista, multi instrumentista i efectista català resident a Torrelles de Llobregat. Es va formar al Taller de Músics de Barcelona i l'Escola de Música Moderna de Badalona. Ha treballat al costat d'artistes com Maria del Mar Bonet, Miguel Poveda o Sílvia Pérez Cruz.
El 2014 presentà el seu primer projecte discogràfic en solitari, Caprichos del destino, un disc que es combina amb ambients sonors i percussió fet amb la col·laboració de The Drumming Society. Sánchez Barranco s'acompanya de músics com ara el referent de les percussions ibèriques i de la bateria multi-ètnica Alex Tobías, el cantant multi instrumentista Mel Semé, la veu i les guitarres i percussions africanes de Dídac Ruiz, el percussionista Angelo Mahenzane, Joel Sánchez i el baix i percussions d'Anna Tobias.